# San Martino in Strada
San Martino in Strada – miejscowość i gmina we Włoszech, w regionie Lombardia, w prowincji Lodi.
Według danych na rok 2004 gminę zamieszkiwały 3262 osoby, 250,9 os./km².